# 홍영란
홍영란(1957년 11월 19일~)은 대한민국의 성우이다. 1979년 TBC에 입사했으며, 언론통폐합으로 현재는 KBS 15기로 분류된다. 한국방송 성우극회 소속.

## 주요 출연작품

### TV 애니메이션
- 개구리 왕눈이 (KBS) - 아롬이
- 검정 고무신 (KBS) - 경주 / 은빛 / 구미호 / 돌순 / 기영 담임 선생님 / 기철 사회 선생님
- 곰돌이와 비키의 모험 (EBS) - 비키
- 귀여운 쪼꼬미 (MBC) - 쪼꼬미
- 까치의 날개 (KBS) - 간호사2
- 꾸러기마녀 노노 (투니버스) - 노노
- 꾸루꾸루와 친구들 (KBS) - 랄라
- 달려라! 부메랑 (SBS) - 이센돌
- 두치와 뿌꾸 (KBS) - 뿌꾸
- 드래곤볼 (SBS) - 부르마 / 챠오
- 디즈니 만화동산 - 알라딘 (KBS) - 쟈스민
- 래피치와 요술장화 (EBS) - 리사
- 레스톨 특수구조대 (KBS) - 긴가민가
- 매기와 환상의 나라로 (EBS) - 매기
- 무지개 요정 통통 (KBS) - 골드윙
- 별나라 요정 코미 (KBS) - 다롱
- 신밧드의 모험 (EBS) - 셰라
- 보노보노 (투니버스) - 포로리
- 보조개왕자 (투니버스, 아가월드) - 또미
- 빨강 머리 앤 (KBS) - 다이아나(나중) / 스펜서 부인(나중) / 앨런 부인
- 삐까뽀 친구들 (KBS) - 스탠드 아가씨 탠디
- 사랑의 천사 웨딩피치 (SBS) - 란포
- 아짱 쥬리 (SBS) - 러셀 / 쥬리 담임 선생님
- 알프스의 메아리 (MBC) - 페트비히(장녀)
- 알프스의 장미 (KBS) - 쁘렝땅 (앵무새)
- 엘리의 야생탐험 (EBS) - 엘리 손베리
- 영심이 (KBS) - 순심이
- 옛날 옛적에 (KBS) - 토끼
- 외계소년 위제트 (KBS) - 브라이언
- 요술망아지 브링크 (KBS) - 클라라
- 우주용사 씽씽캅 (KBS) - 꼬깔이
  - 슈퍼 씽씽캅 (KBS) - 꼬깔이
- 우주의 기사 테카맨 (SBS) - 애니
- 윔지네 가족 (EBS) - 윔지
- 은비 까비의 옛날 옛적에 (KBS)
- 작은 아씨들 (KBS) - 베스 (엘리자베스)
- 잠의 요정 나일러스 (EBS) - 제니
- 채채퐁 김치퐁 (KBS) - 샤이팡 / 나나
- 출격! 로보텍 (SBS)
- 팬다와 친구들의 모험 (투니버스) - 팬다
- 피구왕 통키 (SBS) - 미나 (토도 미사토)
- 호리 (투니버스) - 캔디
- 환상마을 토포토포 (KBS) - 물의 요정 아쿠아 / 미스 탠디
- 홀리의 신비한 여행 (챔프) - 디바

### 극장용 애니메이션
- 공룡, 타임머신을 타다 - 참새 엄마 / 세실리아
- 꼬마 자동차 붕붕 - 마리아
- 레이디 죠지 - 제럴드 백작부인 / 바트만 부인 / 제시카
- 보노보노 극장판 향기나무의 비밀 - 포로리
- 알라딘 - 쟈스민
  - 돌아온 자파 - 쟈스민
  - 알라딘과 도적의 왕 - 쟈스민
- 우리사이 짱이야 - 아람 엄마
- 주먹왕 랄프 2: 인터넷 속으로 - 쟈스민
- 핑크요정 페루샤 - 페루샤 / 미소녀 페루샤
- 하빗 - 하빗

### 영화
- 34번가의 기적 (KBS) - 수잔 월커 (마라 윌슨)
- 고백 (KBS) - 로라(다윈 카슨)
- 내 사랑 컬리 수 (KBS) - 컬리 수 (앨리산 포터)
- 닥터 지바고 [1997년 더빙판] (KBS) - 안나 (시옵한 맥케나)
- 도리언 그레이의 허상 (KBS) - 트레이시(패치 란)
- 동경공략 (KBS)
- 동굴속의 비밀 (SBS)
- 라이딩 위드 보이즈 (KBS)
- 리오 그란데 (KBS) - 메리(카롤린 그림스)
- 마녀의 산 (KBS)
- 마이티 덕 2 (KBS)
- 마이티 덕 3 (KBS)
- 비련의 신부 (KBS)
- 사이더 하우스 (KBS) - 메리 (파즈 드 라 휴에타)
- 식스맨 (KBS)
- 우리들만의 집 (KBS)
- 원스 어폰 어 타임 인 아메리카 (KBS)
- 침대 귀신 소동 (KBS) - 키어스틴 (앰버 바레토)
- 킴 베신저의 쿨 월드 (SBS)
- 타워링 (KBS)
- 파라다이스 로드 (KBS)
- 해리가 샐리를 만났을 때 (SBS) - 엘리스(리사 제인 퍼스키)
- 해바라기 (KBS)

### 특촬물
- 우뢰매 4탄 썬더V 출동 - 보미(우윤아)

### 외화
- 고스트 앤 크라임 (KNN) - 브리짓
- 천사들의 합창 (KBS) - 카르멘

### 기타
- AMAZING ANIMALS (아가월드) - 헨리

## 같이 보기
- 한국방송 성우극회